# Arroyomolinos (Madrid)
Arroyomolinos – miasto w Hiszpanii we wspólnocie autonomicznej Madryt na południowy zachód od Madrytu. Liczy ok. 14 tys. mieszkańców.

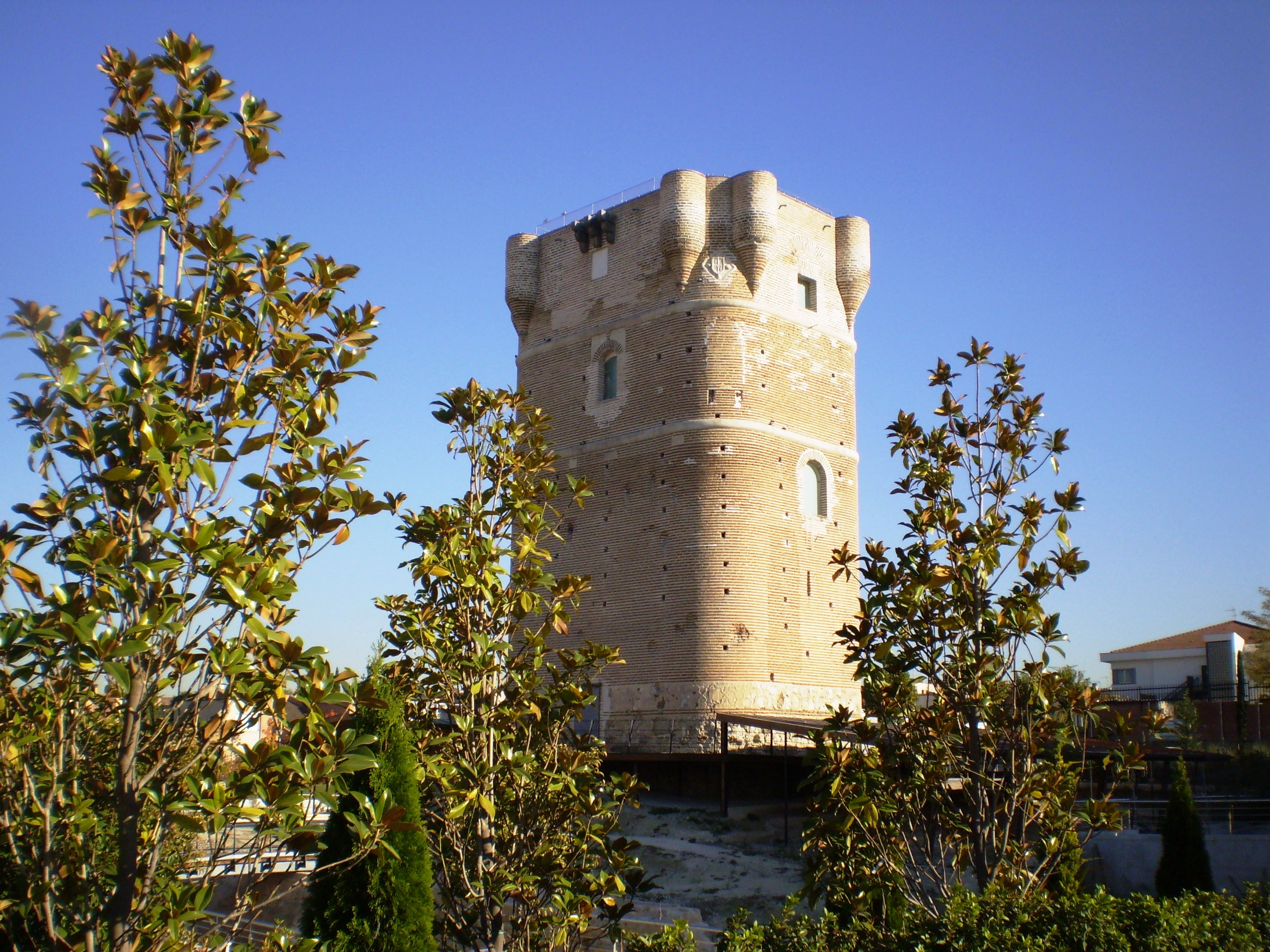
Wieża Arroyomolinos